# Schlacht von Ngomano
1914

Maziúa – Njassasee – Karonga – Sansibar – Rufijidelta – Kilimandscharo – Tanga
1915

Jassini – Bukoba – Tanganjikasee  – Saisi
1916

Oldoboro (Salaita) – Reata-Latema – Tabora Offensive (Tabora) – Kahe – Kondoa Irangi – Matamondo – Kilosa – Mlali – Dutumi – Kisaki – Kibata
1917

Behobeho – Nambanje – Kiawe Brücke – Rumbo – Mahiwa – Mahenge – Ngomano
1918

Namacurra – Lioma – Pere Hills
In der Schlacht von Ngomano (Negomano) kämpften Kolonialtruppen des Deutschen Reichs und Portugals während des Ersten Weltkriegs in Ostafrika. Deutsche Truppen unter General Paul Emil von Lettow-Vorbeck, die aus Europäern und Askari bestanden, hatten zuvor einen Sieg gegen die Briten in der verlustreichen Schlacht bei Mahiwa (im heutigen Tansania) errungen. Nun drohte den deutschen Truppen der Nachschub auszugehen. Um das Problem zu lösen, marschierten die Deutschen in Portugiesisch-Ostafrika (dem heutigen Mosambik) ein. Durch den Weg nach Süden wichen sie den britischen Truppen im Norden aus und konnten sich aus erbeuteten portugiesischen Vorräten versorgen.
Die portugiesischen Truppen, die von Lettow-Vorbeck an der Grenze aufhalten sollten, standen unter dem Kommando von Major João Teixeira Pinto. Sie wurden aber am 25. November 1917 von den Deutschen angegriffen, als sie bei Ngomano lagerten. In der daraus folgenden Schlacht wurden die portugiesischen Truppen nahezu vollständig vernichtet. Viele der portugiesischen Soldaten wurden getötet oder gefangen genommen. Die Niederlage der Portugiesen brachte den Deutschen eine große Menge an Vorräten, die es von Lettow-Vorbeck ermöglichte, seine Operationen in Ostafrika bis zum Ende des Krieges weiterzuführen.

## Hintergrund

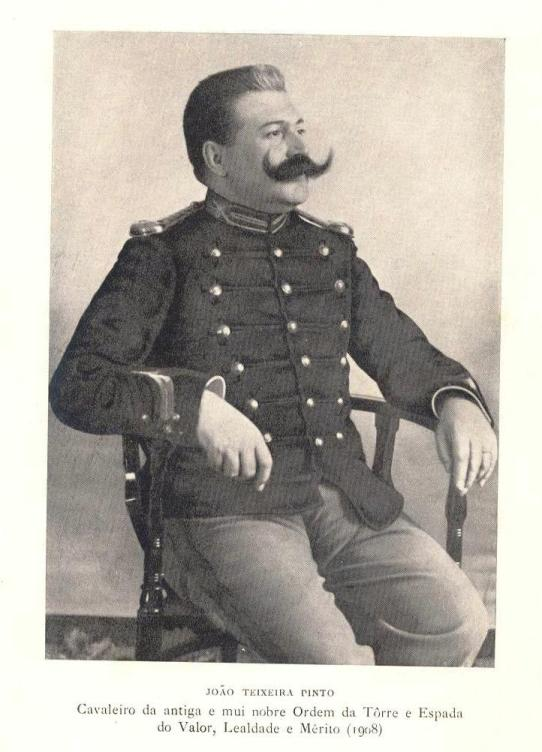
João Teixeira Pinto

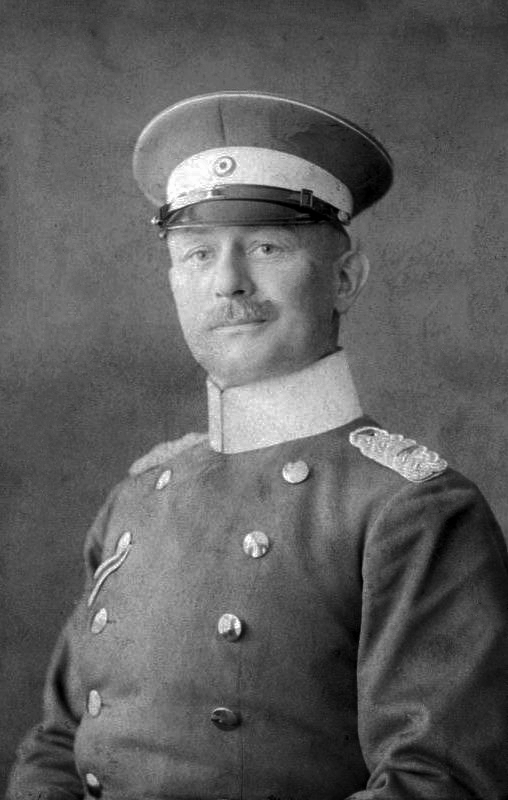
Paul Emil von Lettow-Vorbeck

Ende 1917 hatten die Deutschen nur noch wenige Optionen, wenn sie den Krieg in Ostafrika weiterführen wollten. Sie waren zahlenmäßig weit unterlegen und in mehrere verschiedene Kolonnen aufgesplittert. Die beiden größten unter Theodor Tafel und Paul Emil von Lettow-Vorbeck waren voneinander abgeschnitten. Von Lettow-Vorbecks Einheit war zwar zuvor in der Schlacht bei Mahiwa gegen eine große britische Streitmacht siegreich gewesen, hatte aber dabei 500 bis 600 Mann verloren. Außerdem waren die Vorräte der Deutschen an moderner Munition nahezu erschöpft. Nur mit antiquierten Waffen und keiner Möglichkeit, sich mit neuer Ausrüstung zu versorgen, entschied sich von Lettow-Vorbeck zur Invasion von Portugiesisch-Ostafrika in der Hoffnung, hier ausreichend Vorräte zu bekommen, um den Krieg weiterführen zu können. Portugal war Mitglied der Entente, befand sich seit dem 9. März 1916 mit Deutschland im Krieg und hatte ein Expeditionskorps nach Frankreich entsendet.
Tafels Einheit war von den Alliierten vor der Grenze abgefangen worden und hatte kapitulieren müssen. Von Lettow-Vorbeck erreichte aber den Rovuma, den Grenzfluss zwischen Deutsch- und Portugiesisch-Ostafrika. Da die Vorräte nicht reichten, war er gezwungen, einen großen Teil der Askari, afrikanischer Hilfstruppen, zu entlassen, da er sie nicht adäquat ausrüsten konnte. Auch viele Zivilisten, die dem Tross folgten, schickte der General fort.
Mit der verkleinerten Truppe plante von Lettow-Vorbeck, die portugiesische Garnison in Ngomano auf der anderen Seite des Flusses anzugreifen. Auch die portugiesischen Truppen bestanden zum größten Teil aus Einheimischen. Ihr Kommandant, der Portugiese João Teixeira Pinto, war ein Veteran mit einer langen Kampferfahrung in Afrika.
Statt Verteidigungsstellungen aufzubauen, hatten die portugiesischen Truppen, nach ihrem Eintreffen am 20. November begonnen, ein großes Militärlager zu errichten. Pinto hatte 900 Mann mit sechs Maschinengewehren und ein großes Vorratslager zur Verfügung, doch hatte die kampfunerfahrene Truppe keine Chance gegen von Lettow-Vorbeck, der mit 1500 bis 2000 kampferprobten Soldaten und zahlreichen Trägern über den Fluss setzte.

## Schlacht
Am Morgen des 25. Novembers erhielt die portugiesische Garnison in Ngomano eine Meldung eines britischen Geheimdienstoffiziers, dass ein Angriff bevorstehe. Trotzdem waren die Portugiesen weitgehend unvorbereitet, als der Angriff begann. Zur Ablenkung wurde das Lager zunächst von den Deutschen vom anderen Flussufer aus mit Explosivgeschossen beschossen. Währenddessen überquerten die deutschen Truppen weiter flussaufwärts den Rovuma, außerhalb der Sichtweite der Portugiesen. Die Besetzung des Ortes Ngomano konnten die Portugiesen nicht verhindern. Die Deutschen konnten leicht die Flanken der portugiesischen Stellungen von Süden, Südwesten und Westen angreifen und mit sechs Infanteriekompanien umzingeln. Pinto hatte einen frontalen Angriff vom Fluss aus, aus dem Norden erwartet, nun kam dieser von hinten und überraschte die Portugiesen völlig. Die Portugiesen versuchten, in Deckung zu gehen, waren aber völlig desorientiert, nachdem Pinto und mehrere andere Offiziere schon früh im Kampf gefallen waren.
Die Deutschen hatten relativ wenige schwere Waffen, da sie aus Munitionsmangel den größten Teil ihrer Artillerie und ihrer Maschinengewehre weggeworfen hatten. Von Lettow-Vorbeck konnte dennoch vier Maschinengewehre in die Nähe der Schützengräben bringen, von wo sie aus im Nahbereich eingesetzt wurden, um keine Munition zu verschwenden. Der Mangel an Kampferfahrung bedeutete den Untergang der Portugiesen. Obwohl sie 30.000 Schuss abgaben, hatten die Deutschen nur sehr leichte Verluste zu beklagen, darunter nur einen ihrer Offiziere. Die Portugiesen hatten schwere Verluste erlitten, ihre kommandierenden Offiziere verloren und waren zahlenmäßig hoffnungslos unterlegen. So mussten sie sich schließlich ergeben, obwohl die großen Mengen an Material und Vorräten ihnen erlaubt hätten, den Kampf weiterzuführen.

## Folgen
Die Deutschen hatten nur wenige Tote zu beklagen, einige Askaris und einen europäischen Offizier. Die Portugiesen mussten eine schwere Niederlage verkraften, zumal von Lettow-Vorbeck nun die Möglichkeit hatte, seinen Feldzug bis zum Ende des Krieges fortzuführen. Die Angaben zu den Verlusten bei den Portugiesen schwanken. Einige Quellen sprechen von 200 getöteten oder verwundeten Soldaten und weiteren 700, die gefangen genommen wurden. Andere Quellen sprechen von 25 Portugiesen und 162 Askaris, die ums Leben gekommen sind und 500 Gefangenen. Die Kriegsgefangenen wurden von den Deutschen als Träger für die 250.000 Schuss Munition, sechs Maschinengewehre und mehrere hundert Gewehre eingesetzt, die die Deutschen erbeutet hatten. Die Deutschen hatten so ihre komplette Truppe wieder voll ausgerüstet. Den Großteil ihrer bisherigen Bewaffnung gaben die Deutschen auf und zerstörten sie, da dafür keine Munition mehr verfügbar war. Stattdessen verwendeten sie nun die portugiesische und britische Ausrüstung. Selbst portugiesische Uniformen wurden benutzt, um die verschlissenen deutschen zu ersetzen.
Von Lettow-Vorbeck blieb nicht lange in Ngomano, sondern stieß nach Süden vor, um weitere portugiesische Stellungen anzugreifen. In Ngomano ließ er nur eine Kompanie, die seinen Rücken decken sollte, falls die Briten ihm nach Portugiesisch-Ostafrika folgen sollten. Von Lettow-Vorbecks Truppen errangen noch mehrere weitere Siege, bei denen sie weitere Vorräte und Munition erbeuteten, bevor sie sich 1918 wieder nach Deutsch-Ostafrika zurückzogen.